# Remo nos Jogos Olímpicos de Verão de 2020 - Skiff simples masculino
A competição do skiff simples masculino do remo nos Jogos Olímpicos de Verão de 2020 foi realizada entre 23 e 30 de julho de 2021, no Sea Forest Waterway, em Tóquio. Um total de 32 remadores, cada um representando um Comitê Olímpico Nacional (CON), participaram do evento.

## Qualificação
Cada CON pode classificar um único barco (um remador) no skiff simples masculino desde 1912. Um total de 32 vagas estavam disponíveis, sendo atribuídas da seguinte forma:
- 9 pelo Campeonato Mundial de 2019;
- 5 pelas regatas de qualificação da Ásia e Oceania;
- 5 pelas regatas de qualificação da África;
- 5 pelas regatas de qualificação das Américas;
- 3 pelas regatas de qualificação da Europa;
- 2 pelas regatas de qualificação finais;
- 1 para a nação anfitriã (Japão);
- 2 por convite.

## Formato
No skiff simples cada barco é impulsionado por um único remador. Por serem barcos parelhos, cada remador usa dois remos, um de cada lado do barco; isso contrasta com os barcos de pontas em que cada remador tem remos em apenas um lado (não viável para eventos individuais). A competição consiste em várias rodadas e usa o formato de cinco fases introduzido em 2012. As finais são realizadas para determinar a colocação de cada barco; essas finais recebem letras, com aquelas mais próximas do início do alfabeto significando uma classificação melhor (na Final A são definidos os medalhistas). As semifinais seguem a mesma lógica, com cada um determinando as classificações para as respectivas finais. O percurso usa a distância de 2000 metros que se tornou o padrão olímpico em 1912.

## Calendário
Horário local (UTC+9)
| Dia         | Horário | Fase             |
| ----------- | ------- | ---------------- |
| 23 de julho | 8:30    | Eliminatórias    |
| 24 de julho | 8:30    | Repescagem       |
| 25 de julho | 9:00    | Semifinais E/F   |
| 25 de julho | 11:40   | Quartas de final |
| 29 de julho | 11:00   | Semifinais A/B   |
| 29 de julho | 11:40   | Semifinais C/D   |
| 30 de julho | 7:45    | Final F          |
| 30 de julho | 8:05    | Final E          |
| 30 de julho | 8:35    | Final D          |
| 30 de julho | 8:55    | Final C          |
| 30 de julho | 9:15    | Final B          |
| 30 de julho | 9:45    | Final A          |

## Medalhistas
| Ouro   | GRE Stefanos Ntouskos |
| Prata  | NOR Kjetil Borch      |
| Bronze | CRO Damir Martin      |

## Resultados

### Eliminatórias
Os três primeiros de cada bateria se classificaram para as quartas de final, enquanto o restante disputa a repescagem.
Eliminatória 1
| Pos. | Raia | Remador                   | CON                 | Tempo   | Notas |
| ---- | ---- | ------------------------- | ------------------- | ------- | ----- |
| 1    | 4    | Kjetil Borch              | NOR Noruega         | 6:54.46 | Q     |
| 2    | 1    | Bendegúz Pétervári-Molnár | HUN Hungria         | 7:04.42 | Q     |
| 3    | 2    | Lucas Verthein            | BRA Brasil          | 7:05.00 | Q     |
| 4    | 6    | Jan Fleissner             | CZE República Checa | 7:16.56 | R     |
| 5    | 5    | Abdulrahman Al-Fadhel     | KUW Kuwait          | 8:49.03 | R     |
| 6    | 3    | Mohammed Al-Khafaji       | IRQ Iraque          | 8:57.01 | R     |

Eliminatória 2
| Pos. | Raia | Remador            | CON                      | Tempo   | Notas |
| ---- | ---- | ------------------ | ------------------------ | ------- | ----- |
| 1    | 2    | Stefanos Ntouskos  | GRE Grécia               | 6:59.49 | Q     |
| 2    | 1    | Jordan Parry       | NZL Nova Zelândia        | 7:04.45 | Q     |
| 3    | 6    | Álvaro Torres      | PER Peru                 | 7:07.92 | Q     |
| 4    | 5    | Quentin Antognelli | MON Mônaco               | 7:10.52 | R     |
| 5    | 3    | Ignacio Vásquez    | DOM República Dominicana | 7:43.71 | R     |
| 6    | 4    | Rio Rii            | VAN Vanuatu              | 8:00.98 | R     |

Eliminatória 3
| Pos. | Raia | Remador              | CON             | Tempo   | Notas |
| ---- | ---- | -------------------- | --------------- | ------- | ----- |
| 1    | 3    | Sverri Nielsen       | DEN Dinamarca   | 7:02.88 | Q     |
| 2    | 5    | Gennaro Di Mauro     | ITA Itália      | 7:06.87 | Q     |
| 3    | 4    | Vladislav Yakovlev   | KAZ Cazaquistão | 7:10.08 | Q     |
| 4    | 2    | Peter Purcell-Gilpin | ZIM Zimbabwe    | 7:10.65 | R     |
| 5    | 1    | Al-Hussein Gambour   | LBA Líbia       | 7:52.37 | R     |

Eliminatória 4
| Pos. | Raia | Remador             | CON                | Tempo   | Notas |
| ---- | ---- | ------------------- | ------------------ | ------- | ----- |
| 1    | 3    | Trevor Jones        | CAN Canadá         | 7:04.12 | Q     |
| 2    | 4    | Mindaugas Griškonis | LTU Lituânia       | 7:05.88 | Q     |
| 3    | 2    | Onat Kazaklı        | TUR Turquia        | 7:20.11 | Q     |
| 4    | 5    | Dara Alizadeh       | BER Bermudas       | 7:34.96 | R     |
| 5    | 1    | Husein Alireza      | KSA Arábia Saudita | 7:54.18 | R     |

Eliminatória 5
| Pos. | Raia | Remador             | CON           | Tempo   | Notas |
| ---- | ---- | ------------------- | ------------- | ------- | ----- |
| 1    | 1    | Damir Martin        | CRO Croácia   | 7:09.17 | Q     |
| 2    | 5    | Aleksandr Vyazovkin | ROC           | 7:14.95 | Q     |
| 3    | 4    | Cris Nievarez       | PHI Filipinas | 7:22.97 | Q     |
| 4    | 3    | Félix Potoy         | NCA Nicarágua | 7:32.54 | R     |
| 5    | 2    | Privel Hinkati      | BEN Benim     | 7:40.87 | R     |

Eliminatória 6
| Pos. | Raia | Remador              | CON                 | Tempo   | Notas |
| ---- | ---- | -------------------- | ------------------- | ------- | ----- |
| 1    | 4    | Oliver Zeidler       | GER Alemanha        | 7:00.40 | Q     |
| 2    | 1    | Ryuta Arakawa        | JPN Japão           | 7:02.79 | Q     |
| 3    | 3    | Abdelkhalek El-Banna | EGY Egito           | 7:03.44 | Q     |
| 2    | 4    | Finn Florijn         | NED Países Baixos   | 7:04.56 | R     |
| 5    | 5    | Franck N'dri         | CIV Costa do Marfim | 7:49.19 | R     |

### Repescagem
Os dois primeiros de cada bateria se classificam para as quartas de final; o restante disputa as semifinais E/F (fora da chance por medalhas).
Repescagem 1
| Pos. | Raia | Remador             | CON                 | Tempo   | Notas |
| ---- | ---- | ------------------- | ------------------- | ------- | ----- |
| 1    | 4    | Quentin Antognelli  | MON Mônaco          | 7:34.14 | Q     |
| 2    | 1    | Mohammed Al-Khafaji | IRQ Iraque          | 7:41.72 | Q     |
| 3    | 3    | Félix Potoy         | NCA Nicarágua       | 7:44.52 | QEF   |
| 4    | 5    | Al-Hussein Gambour  | LBA Líbia           | 7:57.88 | QEF   |
| 5    | 2    | Franck N'Dri        | CIV Costa do Marfim | 8:03.25 | QEF   |

Repescagem 2
| Pos. | Raia | Remador         | CON                      | Tempo   | Notas |
| ---- | ---- | --------------- | ------------------------ | ------- | ----- |
| 1    | 2    | Jan Fleissner   | CZE República Checa      | 7:29.90 | Q     |
| 2    | 3    | Dara Alizadeh   | BER Bermudas             | 7:35.90 | Q     |
| 3    | 4    | Ignacio Vásquez | DOM República Dominicana | 7:42.83 | QEF   |
| 4    | 1    | Privel Hinkati  | BEN Benim                | 7:55.93 | QEF   |

Repescagem 3
| Pos. | Raia | Remador               | CON                | Tempo   | Notas |
| ---- | ---- | --------------------- | ------------------ | ------- | ----- |
| 1    | 3    | Peter Purcell-Gilpin  | ZIM Zimbabwe       | 7:35.16 | Q     |
| 2    | 2    | Husein Alireza        | KSA Arábia Saudita | 8:06.78 | Q     |
| 3    | 1    | Rio Rii               | VAN Vanuatu        | 8:17.00 | QEF   |
| 4    | 5    | Abdulrahman Al-Fadhel | KUW Kuwait         | 9:04.73 | QEF   |
|      | 4    | Finn Florijn          | NED Países Baixos  |         | DNS   |

### Quartas de final
Os três primeiros colocados de cada bateria se classificam as semifinais A/B; o restante disputa as semifinais C/D (fora da chance por medalhas).
Quartas de final 1
| Pos. | Raia | Remador              | CON                | Tempo   | Notas |
| ---- | ---- | -------------------- | ------------------ | ------- | ----- |
| 1    | 4    | Kjetil Borch         | NOR Noruega        | 7:10.97 | QAB   |
| 2    | 3    | Stefanos Ntouskos    | GRE Grécia         | 7:12.77 | QAB   |
| 3    | 2    | Gennaro Di Mauro     | ITA Itália         | 7:26.25 | QAB   |
| 4    | 1    | Quentin Antognelli   | MON Mônaco         | 7:29.99 | QCD   |
| 5    | 5    | Abdelkhalek El-Banna | EGY Egito          | 7:32.86 | QCD   |
| 6    | 6    | Husein Alireza       | KSA Arábia Saudita | 8:35.05 | QCD   |

Quartas de final 2
| Pos. | Raia | Remador              | CON           | Tempo   | Notas |
| ---- | ---- | -------------------- | ------------- | ------- | ----- |
| 1    | 4    | Sverri Nielsen       | DEN Dinamarca | 7:10.52 | QAB   |
| 2    | 3    | Trevor Jones         | CAN Canadá    | 7:17.65 | QAB   |
| 3    | 5    | Aleksandr Vyazovkin  | ROC           | 7:20.04 | QAB   |
| 4    | 2    | Onat Kazaklı         | TUR Turquia   | 7:32.86 | QCD   |
| 5    | 1    | Dara Alizadeh        | BER Bermudas  | 7:35.73 | QCD   |
| 6    | 6    | Peter Purcell-Gilpin | ZIM Zimbabwe  | 7:37.97 | QCD   |

Quartas de final 3
| Pos. | Raia | Remador                   | CON                 | Tempo   | Notas |
| ---- | ---- | ------------------------- | ------------------- | ------- | ----- |
| 1    | 3    | Damir Martin              | CRO Croácia         | 7:17.71 | QAB   |
| 2    | 2    | Bendegúz Pétervári-Molnár | HUN Hungria         | 7:24.63 | QAB   |
| 3    | 4    | Ryuta Arakawa             | JPN Japão           | 7:26.04 | QAB   |
| 4    | 5    | Álvaro Torres             | PER Peru            | 7:31.85 | QCD   |
| 5    | 6    | Jan Fleissner             | CZE República Checa | 7:37.01 | QCD   |
| 6    | 1    | Vladislav Yakovlev        | KAZ Cazaquistão     | 7:39.47 | QCD   |

Quartas de final 4
| Pos. | Raia | Remador             | CON               | Tempo   | Notas |
| ---- | ---- | ------------------- | ----------------- | ------- | ----- |
| 1    | 4    | Oliver Zeidler      | GER Alemanha      | 7:12.75 | QAB   |
| 2    | 2    | Lucas Verthein      | BRA Brasil        | 7:14.26 | QAB   |
| 3    | 5    | Mindaugas Griškonis | LTU Lituânia      | 7:16.71 | QAB   |
| 4    | 3    | Jordan Parry        | NZL Nova Zelândia | 7:18.48 | QCD   |
| 5    | 6    | Cris Nievarez       | PHI Filipinas     | 7:50.74 | QCD   |
| 6    | 1    | Mohammed Al-Khafaji | IRQ Iraque        | 8:03.55 | QCD   |

### Semifinais
Os três primeiros de cada bateria qualificam-se para as finais melhores, enquanto os restantes vão para as finais inferiores. A exceção é que, para a semifinal E/F 1, os dois primeiros se classificam para a Final E, em vez dos três primeiros.
Semifinal E/F 1
| Pos. | Raia | Remador        | CON           | Tempo   | Notas |
| ---- | ---- | -------------- | ------------- | ------- | ----- |
| 1    | 3    | Félix Potoy    | NCA Nicarágua | 7:45.02 | FE    |
| 2    | 1    | Privel Hinkati | BEN Benim     | 7:49.46 | FE    |
| 3    | 2    | Rio Rii        | VAN Vanuatu   | 8:19.99 | FF    |

Semifinal E/F 2
| Pos. | Raia | Remador               | CON                      | Tempo   | Notas |
| ---- | ---- | --------------------- | ------------------------ | ------- | ----- |
| 1    | 3    | Ignacio Vásquez       | DOM República Dominicana | 7:42.80 | FE    |
| 2    | 1    | Franck N'Dri          | CIV Costa do Marfim      | 7:55.12 | FE    |
| 3    | 2    | Al-Hussein Gambour    | LBA Líbia                | 7:55.98 | FE    |
| 4    | 4    | Abdulrahman Al-Fadhel | KUW Kuwait               | 8:56.83 | FF    |

Semifinal C/D 1
| Pos. | Raia | Remador             | CON                | Tempo   | Notas |
| ---- | ---- | ------------------- | ------------------ | ------- | ----- |
| 1    | 3    | Álvaro Torres       | PER Peru           | 7:02.49 | FC    |
| 2    | 4    | Quentin Antognelli  | MON Mônaco         | 7:06.03 | FC    |
| 3    | 5    | Dara Alizadeh       | BER Bermudas       | 7:11.14 | FC    |
| 4    | 6    | Mohammed Al-Khafaji | IRQ Iraque         | 7:21.52 | FD    |
| 5    | 2    | Cris Nievarez       | PHI Filipinas      | 7:26.05 | FD    |
| 6    | 1    | Husein Alireza      | KSA Arábia Saudita | 7:53.99 | FD    |

Semifinal C/D 2
| Pos. | Raia | Remador              | CON                 | Tempo   | Notas |
| ---- | ---- | -------------------- | ------------------- | ------- | ----- |
| 1    | 3    | Jordan Parry         | NZL Nova Zelândia   | 6:57.70 | FC    |
| 2    | 2    | Abdelkhalek El-Banna | EGY Egito           | 6:58.84 | FC    |
| 3    | 5    | Jan Fleissner        | CZE República Checa | 6:59.61 | FC    |
| 4    | 1    | Peter Purcell-Gilpin | ZIM Zimbabwe        | 7:01.72 | FD    |
| 5    | 6    | Vladislav Yakovlev   | KAZ Cazaquistão     | 7:03.53 | FD    |
| 6    | 4    | Onat Kazaklı         | TUR Turquia         | 7:32.19 | FD    |

Semifinal A/B 1
| Pos. | Raia | Remador             | CON          | Tempo   | Notas |
| ---- | ---- | ------------------- | ------------ | ------- | ----- |
| 1    | 3    | Kjetil Borch        | NOR Noruega  | 6:42.92 | FA    |
| 2    | 4    | Damir Martin        | CRO Croácia  | 6:45.27 | FA    |
| 3    | 6    | Mindaugas Griškonis | LTU Lituânia | 6:45.90 | FA    |
| 4    | 1    | Gennaro Di Mauro    | ITA Itália   | 6:50.19 | FB    |
| 5    | 5    | Lucas Verthein      | BRA Brasil   | 7:02.87 | FB    |
| 6    | 2    | Trevor Jones        | CAN Canadá   | 7:06.18 | FB    |

Semifinal A/B 2
| Pos. | Raia | Remador                   | CON           | Tempo   | Notas |
| ---- | ---- | ------------------------- | ------------- | ------- | ----- |
| 1    | 2    | Stefanos Ntouskos         | GRE Grécia    | 6:41.61 | FA    |
| 2    | 4    | Sverri Nielsen            | DEN Dinamarca | 6:44.00 | FA    |
| 3    | 1    | Aleksandr Vyazovkin       | ROC           | 6:44.56 | FA    |
| 4    | 3    | Oliver Zeidler            | GER Alemanha  | 6:45.16 | FB    |
| 5    | 5    | Bendegúz Pétervári-Molnár | HUN Hungria   | 6:59.08 | FB    |
| 6    | 6    | Ryuta Arakawa             | JPN Japão     | 6:59.26 | FB    |

### Finais
As regatas finais definem as posições de todos os remadores. Na Final A são decididos os medalhistas.
Final F
| Pos. | Raia | Remador               | CON         | Tempo   | Notas |
| ---- | ---- | --------------------- | ----------- | ------- | ----- |
| 30   | 2    | Rio Rii               | VAN Vanuatu | 7:49.82 |       |
| 31   | 1    | Abdulrahman Al-Fadhel | KUW Kuwait  | 8:32.67 |       |

Final E
| Pos. | Raia | Remador            | CON                      | Tempo   | Notas |
| ---- | ---- | ------------------ | ------------------------ | ------- | ----- |
| 25   | 4    | Ignacio Vásquez    | DOM República Dominicana | 7:25.88 |       |
| 26   | 3    | Félix Potoy        | NCA Nicarágua            | 7:28.00 |       |
| 27   | 2    | Privel Hinkati     | BEN Benim                | 7:38.58 |       |
| 28   | 5    | Franck N'Dri       | CIV Costa do Marfim      | 7:42.55 |       |
| 29   | 1    | Al-Hussein Gambour | LBA Líbia                | 7:47.64 |       |

Final D
| Pos. | Raia | Remador              | CON                | Tempo   | Notas |
| ---- | ---- | -------------------- | ------------------ | ------- | ----- |
| 19   | 2    | Vladislav Yakovlev   | KAZ Cazaquistão    | 7:03.37 |       |
| 20   | 4    | Peter Purcell-Gilpin | ZIM Zimbabwe       | 7:03.85 |       |
| 21   | 1    | Onat Kazaklı         | TUR Turquia        | 7:13.65 |       |
| 22   | 3    | Mohammed Al-Khafaji  | IRQ Iraque         | 7:18.65 |       |
| 23   | 5    | Cris Nievarez        | PHI Filipinas      | 7:21.28 |       |
| 24   | 6    | Husein Alireza       | KSA Arábia Saudita | 7:52.67 |       |

Final C
| Pos. | Raia | Remador              | CON                 | Tempo   | Notas |
| ---- | ---- | -------------------- | ------------------- | ------- | ----- |
| 13   | 3    | Jordan Parry         | NZL Nova Zelândia   | 6:55.55 |       |
| 14   | 2    | Abdelkhalek El-Banna | EGY Egito           | 7:00.72 |       |
| 15   | 5    | Quentin Antognelli   | MON Mônaco          | 7:01.85 |       |
| 16   | 1    | Jan Fleissner        | CZE República Checa | 7:02.93 |       |
| 17   | 4    | Álvaro Torres        | PER Peru            | 7:03.69 |       |
| 18   | 6    | Dara Alizadeh        | BER Bermudas        | 7:09.91 |       |

Final B
| Pos. | Raia | Remador                   | CON          | Tempo   | Notas |
| ---- | ---- | ------------------------- | ------------ | ------- | ----- |
| 7    | 4    | Oliver Zeidler            | GER Alemanha | 6.44.44 |       |
| 8    | 3    | Gennaro Di Mauro          | ITA Itália   | 6:47.38 |       |
| 9    | 1    | Trevor Jones              | CAN Canadá   | 6:48.51 |       |
| 10   | 5    | Bendegúz Pétervári-Molnár | HUN Hungria  | 6:50.45 |       |
| 11   | 6    | Ryuta Arakawa             | JPN Japão    | 6:50.91 |       |
| 12   | 2    | Lucas Verthein            | BRA Brasil   | 6:52.09 |       |

Final A
| Pos.              | Raia | Remador             | CON           | Tempo   | Notas |
| ----------------- | ---- | ------------------- | ------------- | ------- | ----- |
| Medalha de ouro   | 4    | Stefanos Ntouskos   | GRE Grécia    | 6:40.45 | OB    |
| Medalha de prata  | 3    | Kjetil Borch        | NOR Noruega   | 6:41.34 |       |
| Medalha de bronze | 2    | Damir Martin        | CRO Croácia   | 6:42.58 |       |
| 4                 | 5    | Sverri Nielsen      | DEN Dinamarca | 6:42.73 |       |
| 5                 | 6    | Aleksandr Vyazovkin | ROC           | 6:49.09 |       |
| 6                 | 1    | Mindaugas Griškonis | LTU Lituânia  | 6:57.60 |       |